# Stanley Baldwin
Stanley Baldwin (n. 3 august 1867, Bewdley, Anglia, Regatul Unit al Marii Britanii și Irlandei – d. 14 decembrie 1947, Bewdley, Anglia, Regatul Unit)  a fost un politician britanic care a fost prim ministru al Marii Britanii  în perioadele 1923-1924, 1924-1929 și 1935-1937.